# Baker Gurvitz Army (album)
Baker Gurvitz Army je debutové album skupiny Baker Gurvitz Army.

## Seznam stop
1. "Help Me" (Gurvitz) 4:34
2. "Love Is" (Gurvitz) 2:47
3. "Memory Lane" (Baker, Gurvitz) 4:46
4. "Inside Of Me" (Gurvitz) 5:33
5. "I Wanna Live Again" (Baker, Gurvitz) 4:22
6. "Mad Jack" (Baker, Gurvitz) 7:54
7. "4 Phil" (Gurvitz) 4:25
8. "Since Beginning" (Gurvitz) 8:05

## Obsazení
Ginger Baker bicí

Adrian Gurvitz kytara, zpěv

Paul Gurvitz baskytara, doprovoodný zpěv